# Julie Kavner
Julie Deborah Kavner (n. 7 septembrie 1950, Los Angeles, California, SUA) este o actriță americană. Aceasta este cunoscută pentru vocea personajului Marge Simpson din serialul animat de televiziune Familia Simpson. Kavner a intrat în atenția publicului odată cu rolul lui Brenda Morgenstern din sitcomul Rhoda⁠(d), fiindu-i acordat un Premiu Primetime Emmy⁠(d) la categoria „cea mai bună actriță în rol secundar într-un serial de comedie” pentru interpretarea sa. Aceasta realizează și vocea altor personaje din Familia Simpson, printre care Jacqueline Bouvier⁠(d) și Patty și Selma⁠(d).
Cunoscută pentru improvizațiile sale și „blanda voce disfonică”, Kavner a obținut primul său rol profesionist în Rhoda în 1974. Începând din 1987, Kavner a început să apară în The Tracey Ullman Show⁠(d). Emisiunea prezenta o serie de scurtmetraje animate⁠(d) despre o familie disfuncțională, iar producătorii i-au cerut acesteia să realizeze vocea lui Marge. Scurtmetrajele au devenit ulterior Familia Simpson.
Kavner a fost descrisă ca fiind „aproape solitară”; conform contractului său, acesta nu este obligată să promoveze serialul. Pentru activitatea sa, Kravner a primit un alt Primetime Emmy la categoria „cel mai bun dublaj⁠(d)” în 1992 și a fost nominalizată la Premiu Annie⁠(d) pentru interpretarea sa din filmul Familia Simpson.
Adesea selectată să interpreteze „femei înțelegătoare, pline de simpatie sau dispuse să facă naz de necaz”, Kravner a ajuns în cele din urmă să deteste astfel de roluri. În 1992, a jucat în This Is My Life⁠(d), primul său rol principal într-un lungmetraj. Kavner a mai apărut în șase filme scrise de Woody Allen și în comedia Click - Zapând prin viață⁠(d) .

## Biografie
Kavner s-a născut în Los Angeles, California pe 7 septembrie 1950, a doua fiică a lui Rose, un consilier familial, și a lui David Kavner, un producător de mobilă, și a copilărit în California de Sud. Aceasta a decis să urmeze o carieră în actorie, deoarece „n-am vrut niciodată să fac altceva”. Kravner a urmat studiile la Liceul Beverly Hills⁠(d) (perioadă pe care a detestat-o), unde era „întrucâtva singuratică” și a încercat fără succes să obțină câteva roluri de teatru. John Ingle⁠(d), fostul președinte al departamentului artistic din cadrul Liceului Beverly Hills, a declarat ulterior că Kravner a fost „excepțională la improvizat, însă nu era naturală⁠(d) și nu putea fi selectată la acea vârstă”.
După ce și-a încheiat studiile liceale, Kavner a urmat Universitatea de Stat din San Diego⁠(d) și a absolvit cu o diplomă în teatru. A apărut în câteva producții, inclusiv în rolul lui Charlotte Corday din Marat/Sade⁠(d), devenind cunoscută pentru improvizațiile sale din piesele dramatice și cele de comedie. După ce a absolvit în 1971, a devenit dactilograf la UCLA School of the Arts and Architecture⁠(d).

## Cariera
În 1973, Kavner a participat la un casting pentru rolul surorii lui Rhoda Morgenstern⁠(d) din sitcomul The Mary Tyler Moore Show. David Davis, producătorul serialului, a convins-o să vină la selecție, dar a decis să aleagă altă actriță. Un an mai târziu, Rhoda Morgenstern a devenit personajul principal al unui spin-off intitulat Rhoda. Kavner a obținut primul său rol profesionist, interpretând personajul Brenda Morgenstern, sora protagonistei. Rhoda a fost difuzat pe CBS din 9 septembrie 1974 până în decembrie 1978. Acesta a fost nominalizată de patru ori la Premiile Primetime Emmy la categoria „cea mai bună actriță în rol secundar într-un serial de comedie” pentru interpretarea sa, câștigând în cadrul ediției din 1978. De asemenea, a obținut patru nominalizări la Globul de Aur. În 1975, Kravner a fost nominalizată la Premiul Daytime Emmy⁠(d) pentru rolul principal din The Girl Who Couldn't Lose.
După Rhoda, Kavner a avut un rol episod în serialul Taxi, a apărut în comedia Bad Medicine⁠(d) din 1985 și în filmul Surrender⁠(d) din 1987, ambele având rezultate proaste la box office. A apărut în filmele de televiziune Revenge of the Stepford Wives⁠(d), No Other Love și A Fine Romance. De asemenea, a jucat în mai multe piese de teatru, inclusiv It Had to Be You la un teatru din Canada, Particular Friendships în New York City în 1981 și Two for the Seesaw, regizat de Burt Reynolds. După ce a văzut-o în serialul Rhoda, Woody Allen a fost impresionat de Kavner și i-a oferit un rol în filmul său Hannah și surorile ei din 1986. Mai târziu, aceasta va declara că datorită acestui rol cariera sa a luat avânt.
Kavner a ajuns ulterior asistenta lui Tracey Ullman⁠(d) în The Tracey Ullman Show, serial difuzat pe Fox începând din 1987. Kavner a declarat că emisiunea i-a oferit șansa să interpreteze o mare diversitate de personaje și să-și dezvolte în continuare cariera. Conform acesteia, „ceea ce fac nu este mimetizare sau personificare, ci mai degrabă o asimilare. [În cadrul The Tracey Ullman Show ], priveam oamenii pentru a stabili pe cine să ne bazăm personajele”. Kravner a obținut patru nominalizări la premiile Primetime Emmy pentru „Outstanding Individual Performance in a Variety or Music Program⁠(d)”.

### Familia Simpson
Kavner a devenit cunoscută pentru rolul lui Marge Simpson din serialul animat Familia Simpson. Emisiunea The Tracey Ullman Show prezenta o serie de scurtmetraje animate despre o familia disfuncțională. Producătorii aveau nevoie de actori de voce, iar Kravner și colegul său Dan Castellaneta au fost aleși să fie vocile lui Marge, respectiv Homer Simpson. Potrivit jurnalistei Hilary de Vries de la The New York Times, actrița are o „blândă voce disfonică”. Kavner a declarat că vocea sa este cauzată de „o protuberanță pe corzile [sale] vocale”. De-a lungul anilor, vocea i s-a schimbat considerabil, iar registrul vocal înalt folosit pentru personajul Marge în primele sezoane a trebuit să fie modificat, deoarece afecta vocea actriței.
Deși Marge este cel mai cunoscut personaj al său, aceasta realizează vocea surorilor lui Marge, Patty și Selma Bouvier, deoarece „sunt foarte amuzante și triste în același timp”. Ambele au voci asemănătoare, dar vocea lui Patty este masculină și are un registru mai grav, în timp ce vocea Selmei este puțin mai dulce. De asemenea, acesta este vocea lui Jacqueline Bouvier (mama lui Marge), a strămătușei Gladys (o rudă decedată din episodul „Selma's Choice⁠(d)”) și a unei bunici nenumite în episodul „Fear of Flying⁠(d)”.
Deși membrii distribuției și ai ehipei de producție au menționat că aceasta este un mare fan al serialului și al personajelor cărora le realizează vocea, o condiție din contractul lui Kavner precizează că actrița nu este obligată să promoveze Familia Simpson sau să folosească vocea lui Marge în public, deoarece consideră că publicitatea „distruge iluzia. Oamenii consideră că aceste [personaje] sunt reale”. Nancy Cartwright, vocea lui Bart Simpson, a susținut în cartea sa - My Life as a 10-Year-Old Boy⁠(d) - că Kavner este o „actriță dependentă de muncă” și o persoană caldă de un „profesionalism extraordinar”. Există un singur interviu înregistrat în care aceasta discută despre Familia Simpson, iar acolo o descrie pe Marge drept „o persoană minunată” cu „o viață sexuală grozavă”.
Până în 1998, Kavner a fost plătită cu 30.000 de dolari pe episod. În timpul unei dispute salariale din 1998, Fox a amenințat că îi va înlocui pe cei șase actori de voce principali cu alți actori. Cu toate acestea, disputa a fost rezolvată și aceasta a primit 125.000 de dolari pe episod până în 2004, moment în care actorii au cerut mărirea remunerației la 360.000 de dolari pe episod. Confilictul a fost rezolvat o lună mai târziu, iar Kavner a ajuns să câștige 250.000 de dolari pe episod. După renegocierile salariale din 2008, actorii principali primeau aproximativ 400.000 de dolari pe episod. Trei ani mai târziu, când Fox amenința cu anularea serialului dacă costurile de producție nu vor scădea, Kavner și ceilalți membri ai distribuției au acceptat o reducere cu 30% a salariului (puțin peste 300.000 de dolari pe episod).
La cea de-a 44-a ediție a Premiilor Primetime Emmy⁠(d), Kavner a primit un Primetime Emmy la categoria „cel mai bun dublaj” pentru vocea lui Marge din episodul I Married Marge⁠(d)”. În 2004, Kavner și Dan Castellaneta au câștigat un Young Artist Award⁠(d) la categoria „cei mai populari părinți dintr-un serial de televiziune”. Pentru interpretarea sa din filmul Familia Simpson, Kavner a fost nominalizată la categoria „cel mai bun actor de voce într-un film de animație” la Premiile Annie din 2007, dar Ian Holm a câștigat premiul pentru Ratatouille. Interpretarea sa sentimentală din film a primit recenzii pozitive, unul dintre critici fiind uimit de „cea mai sinceră interpretare văzută vreodată înt-un film influențat de un desen animat ireverențios”. Unele scene din film, cum ar fi mesajul video emoționant al lui Marge pentru Homer, au fost înregistrate de peste 100 de ori.

### Alte proiecte
Conform jurnalistei Hilary de Vries a ziarului New York Times, Kavner obișnuia să interpreteze „femei înțelegătoare, pline de simpatie sau dispuse să facă haz de necaz”. Kavner a ajuns în cele din urmă să disprețuiască astfel de roluri, menționând că „dacă [rolul] seamănă cu Brenda Morgenstern, le voi refuza”. A intervievat mai multe asistente medicale pentru rolul său din filmul Revenire la viață, regizoarea Penny Marshall susținând că este „o actriță independentă”. În 1992, Kavner a interpretat-o pe comediana Dottie Ingels în filmul This Is My Life⁠(d), acesta fiind primul său rol principal într-un  lungmetraj. Și-a descris personajul ca fiind „foarte egoist”, dar a recunoscut că „mi-a plăcut rolul tocmai din acest motiv”. Nora Ephron⁠(d), scriitoarea cărții This Is My Life, a spus despre Kavner că „are atât de puțină vanitate încât te șochează. Pe lângă faptul că nu are pretenții de actriță – „Cât de mare este rulota mea, ce am în frigider?” – este dispusă să facă orice pentru personaj dacă are sens”.
Kavner a apărut adesea în filmele lui Woody Allen, având roluri în Hannah and Her Sisters (1986), Radio Days (1987), New York Stories⁠(d) (1989), Alice (1990), Shadows and Fog (1991), filmul de televiziune Don' t Drink the Water⁠(d) (1994) și Deconstructing Harry⁠(d) (1997). Allen a caracterizat-o ca fiind „o persoană amuzantă”, iar Kravner îl consideră pe acesta drept „un regizor adevărat, unul care are ceva de spus, experimentând neîncetat cu diferite teme în cadrul propriului său film”.
Aceasta a fost actriță de voce în filmele Regele Leu 3: Hakuna Matata, Doctor Dolittle și A Walk on the Moon⁠(d). A fost mama personajului interpretat de Adam Sandler în filmul Click - Zapând prin viață⁠(d). A lucrat alături de Tracey Ullman în serialul de comedie Tracey Takes On...⁠(d).

## Viața personală
Kavner este evreică. S-a născut și a copilărit în California de Sud, dar s-a stabilit în 1992 în Manhattan, New York. Spre deosebire de majoritatea vedetelor de cinema, Kavner duce o viață „aproape izolată”. Aceasta apare rareori în public și refuză să fie fotografiată la serviciu, în special în studioul de înregistări. Partenerul ei a fost producătorul David Davis⁠(d); cei doi au trăit împreună din 1976 până la moartea Aa în 2022. La momentul morții sale, s-a dezvăluit că cei doi erau căsătoriți.
În 1983, revista Current Biography⁠(d) menționa că Kavner este pescetariană⁠(d) și pasionată de atletism.

## Filmografie

### Filme
| An   | Titlu                            | Rol                                           | Note          |
| ---- | -------------------------------- | --------------------------------------------- | ------------- |
| 1982 | National Lampoon's Movie Madness | Mrs. Falcone                                  |               |
| 1985 | Bad Medicine                     | Cookie Katz                                   |               |
| 1986 | Hannah and Her Sisters           | Gail                                          |               |
| 1987 | Radio Days                       | Mother                                        |               |
| 1987 | Surrender                        | Ronnie                                        |               |
| 1989 | New York Stories                 | Treva                                         |               |
| 1990 | Awakenings                       | Eleanor Costello                              |               |
| 1990 | Alice                            | Decorator                                     |               |
| 1991 | Shadows and Fog                  | Alma                                          |               |
| 1992 | This Is My Life                  | Dottie Ingels                                 |               |
| 1994 | I'll Do Anything                 | Nan Mulhanney                                 |               |
| 1995 | Forget Paris                     | Lucy                                          |               |
| 1997 | Deconstructing Harry             | Grace                                         |               |
| 1998 | Dr. Dolittle                     | pinguin (voce)                                |               |
| 1999 | Judy Berlin                      | Marie                                         |               |
| 1999 | A Walk on the Moon               | P.A. Announcer                                |               |
| 1999 | Story of a Bad Boy               | Elaine                                        |               |
| 2001 | Someone like You                 | Furry animal                                  |               |
| 2004 | Barn Red                         | Unnamed character                             |               |
| 2004 | The Lion King 1½                 | Ma (voce)                                     | Direct-to-DVD |
| 2006 | Click                            | Trudy Newman                                  |               |
| 2007 | The Simpsons Movie               | Marge Simpson, Patty and Selma Bouvier (voci) |               |

### Seriale
| An           | Titlu                          | Rol                                               | Note                                   |
| ------------ | ------------------------------ | ------------------------------------------------- | -------------------------------------- |
| 1974–1978    | Rhoda                          | Brenda Morgenstern                                | 110 episoade                           |
| 1975         | The ABC Afternoon Playbreak    | Jane Darwin                                       | Episodul: „The Girl Who Couldn't Lose" |
| 1975         | Katherine                      | Margot Weiss Goldman                              | Film de televiziune                    |
| 1975         | Petrocelli                     | Julie                                             | Episodul: „To See No Evil"             |
| 1976         | Bert D'Angelo/Superstar        | Billy Gordon                                      | Episodul: „The Brown Horse Connection" |
| 1977         | Lou Grant                      | Alice                                             | Episodul: „Housewarming"               |
| 1979         | No Other Love                  | Janet Michaels                                    | Film de televiziune                    |
| 1980         | Revenge of the Stepford Wives  | Megan Brady                                       | Film de televiziune                    |
| 1980         | Taxi                           | Monica Banta Douglas                              | Episodul: „Tony's Sister and Jim"      |
| 1983         | A Fine Romance                 | Laura Prescott                                    | Film de televiziune                    |
| 1987–1990    | The Tracey Ullman Show         | Various characters                                | 43 de episoade                         |
| 1989–present | The Simpsons                   | Marge Simpson, Patty and Selma Bouvier, alte voci | Rol principal                          |
| 1990         | 42nd Primetime Emmy Awards     | Marge Simpson (voce)                              | Emisiune specială                      |
| 1991         | Sibs                           | Julia                                             | Episodul: „Honey, I Shrunk My Head"    |
| 1991         | To the Moon, Alice             | producătorul sitcomului                           | Film de televiziune                    |
| 1994         | Birdland                       | Madeline Diamond                                  | Episodul: „Grand Delusion"             |
| 1994         | Don't Drink the Water          | Marion Hollander                                  | Film de televiziune                    |
| 1996         | Jake's Women                   | Karen                                             | Film de televiziune                    |
| 1996–1999    | Tracey Takes On...             | diverse personaje                                 | 14 episoade                            |
| 2014         | Family Guy                     | Marge Simpson, Patty and Selma Bouvier (voci)     | Episodul: „The Simpsons Guy"           |
| 2015         | Late Show with David Letterman | Marge Simpson (voce)                              | Episodul: „Final Show"                 |

### Jocuri video
| An   | Titlu                       | Rol                                         | Note |
| ---- | --------------------------- | ------------------------------------------- | ---- |
| 1991 | The Simpsons                | Marge Simpson                               |      |
| 1994 | Storybook Weaver            | Mayzie Bird                                 |      |
| 1996 | The Simpsons Cartoon Studio | Marge Simpson                               |      |
| 1997 | Virtual Springfield         | Marge Simpson, Patty Bouvier, Selma Bouvier |      |
| 1999 | Simpsons Bowling            | Marge Simpson, Patty Bouvier, Selma Bouvier |      |
| 2001 | The Simpsons Wrestling      | Marge Simpson                               |      |
| 2001 | The Simpsons: Road Rage     | Marge Simpson                               |      |
| 2002 | The Simpsons Skateboarding  | Marge Simpson                               |      |
| 2003 | The Simpsons: Hit & Run     | Marge Simpson, Patty Bouvier, Selma Bouvier |      |
| 2004 | Storybook Weaver Deluxe     | Mayzie Bird                                 |      |
| 2007 | The Simpsons Game           | Marge Simpson, Patty Bouvier, Selma Bouvier |      |
| 2012 | The Simpsons: Tapped Out    | Marge Simpson, Patty Bouvier, Selma Bouvier |      |